# Родони
Родо́ни (алб. Kepi i Rodonit), также Му́жлит, Скандербе́г (Мюжлит-те-Скендербеут) — мыс на западном побережье Балканского полуострова, в северной Албании, к северу от порта Дуррес. Образует бухты Лальза (на юге) и Родони (Дринского залива, на севере) Адриатического моря.
Гьон Кастриоти, отец Георгия Кастриоти, прозванного Скандербегом, владел областью от морского побережья у мыса Родони до Дибры. На мысе находится крепость, построенная Скандербегом около 1451—1452 годов, и монастырь Святого Антония Падуанского (церковь XIV века).

## Этимология
Название мыса связывают с именем собственным Rhedon, известным по легенде на аверсе монет, отчеканенных на монетном дворе Лиссоса (ныне Лежа; хранятся в Тиранском археологическом музее) и петроглифам в пещере Порчинара (итал. Grotta Porcinara) у мыса Санта-Мария-ди-Леука. Некоторые археологи (Хасан Цека, Дуе Рендич-Миоцевич) считают, что Редон — это теоним, имя неизвестного бога или героя, либо антропоним.

## Маяк
В османский период на мысе построен маяк, введённый в эксплуатацию в 1884 году. Огонь — проблесковый белый, две вспышки каждые 10 секунд, находится на высоте 40 м над уровнем моря и, в ясную погоду виден на расстоянии 8 миль. 